# Aeroporto Regional de Janaúba
O Aeroporto de Janaúba / Engenheiro Mário Sena Braga é um aeroporto no município de Janaúba, em Minas Gerais, a 7 km da sede do município.

## História
O aeródromo ou aeroporto de Janaúba fica fechado entre os dias 7 de dezembro de 2018 até às 23h05 do dia 4 de junho de 2019, mas ficou interditado por dez anos.
O Aeroporto não foi considerado um fato, e sim uma necessidade pela gestão municipal 2009/2012, e pelo governo Antônio Anastasia, mas acabou demorando dez anos para ser efetivado.
O novo projeto do antigo Aeroporto de Janaúba, foi administrado pela Prefeitura de Janaúba e foi reinaugurado em 1 de junho de 2022.